# Protectoraat Zuid-Arabië
Het protectoraat Zuid-Arabië (Arabisch: محمية الجنوب العربي, Engels: Protectorate of South Arabia) was een groep van 4 staten in het zuiden van het Arabisch Schiereiland, die onder Britse bescherming stonden. Het protectoraat werd opgericht op 18 januari 1963 en bestond uit alle staten uit het voormalige Protectoraat Aden die niet tot de Zuid-Arabische Federatie waren toegetreden.
Na de onafhankelijkheid van de Volksrepubliek Zuid-Jemen op 30 november 1967 werd het protectoraat ontbonden, waarbij de verschillende monarchieën werden afgeschaft.

## Geschiedenis
De achtergrond van het Protectoraat van Zuid-Arabië maakt deel uit van het Britse Rijk om de Oost-Indische Route te beschermen, de zeegang tussen de Middellandse Zee en India, in en via de zuidelijke kust van Arabië. Al vóór de opening van het Suez-kanaal, industrieel Groot-Brittannië met zijn snel groeiende economie, moest de communicatie met Brits India verbeterd worden.
De kustvlakten van het schiereiland waren eerder in de 19e eeuw verwoest door  Saoedi's uit Centraal-Arabië, gevolgd door een Ottomaanse invasie. Vanaf het eerste commerciële verdrag met het Sultanaat van Lahej in 1802 werden verschillende inspanningen gedaan om plunderingen van Oost-Indische schepen te vermijden, wat leidde tot de aanhechting van Aden door de Oost-Indische Compagnie in 1839. Het Aden Protectoraat werd opgericht in 1869, hetzelfde jaar van de opening van het Suezkanaal, dat een nieuw tijdperk van handel en communicatie heeft gezegd.
Het Protectoraat van Zuid-Arabië werd aangewezen op 18 januari 1963 als bestaande uit die gebieden van het Aden-protectoraat dat niet deelnam aan de Federatie van Zuid-Arabië, en in grote lijnen, maar niet precies, overeenstemde met de verdeling van het Aden-protectoraat, dat de Oost-Aden Protectoraat.
Het protectoraat omvatte de Hadhrami-staten Kathiri, Mahra, en Qu'aiti en Wahidi die in de Eastern Aden Protectorate (met verschillende andere staten) waren zonder Wahidi Sultanate, maar met Upper Yafa was in het Westelijke Aden Protectoraat. De protectoraat van Zuid-Arabië werd op 30 november 1967 opgelost en de constituerende staten vallen snel in elkaar, waardoor de monarchie werd afgeschaft. Het grondgebied werd geabsorbeerd in de nieuwe onafhankelijke Volksrepubliek Zuid-Jemen, die in 1990 in de Republiek Jemen werd geworden.

## Staten
- Sultanaat Mahra
- Sultanaat Kathiri
- Sultanaat Qu'aiti
- Sultanaat Wahidi Balhaf